# Буряк столовий
Буряк столовий (Beta vulgaris) — одно- та дворічна, перехрестнозапильна трав'яна рослина родини амарантових (Amaranthaceae), овочева культура. Основний інгредієнт борщу.

## Класифікація
За чинною класифікацією всі форми буряків (дикі й культурні, однорічні, дворічні та багаторічні) об'єднують в один ботанічний рід — буряки Beta L., який належить до родини амарантових, і налічує 14 диких і один культурний вид. У процесі еволюції видів роду Beta L. утворилися 3 природні групи — секції: канарські (3 види), гірські (6 видів), звичайні (6 видів). До останньої належить відібраний і сформований людиною збірний вид Beta vulgaris L., який об'єднує такі підвиди:
- Beta cicla — листкові буряки з трьома групами різновидностей (листові салатні — convar. vulgaris, черешкові салатні — convar. petiolata; гібридні черешкові декоративні — convar. variocicla)
- Beta crassa — коренеплідні буряки з трьома групами різновидностей (столові — convar. cruenta; кормові — convar. crassa; цукрові — convar. saccharifera з однонасінною формою — convar. monosperma).

## Історія

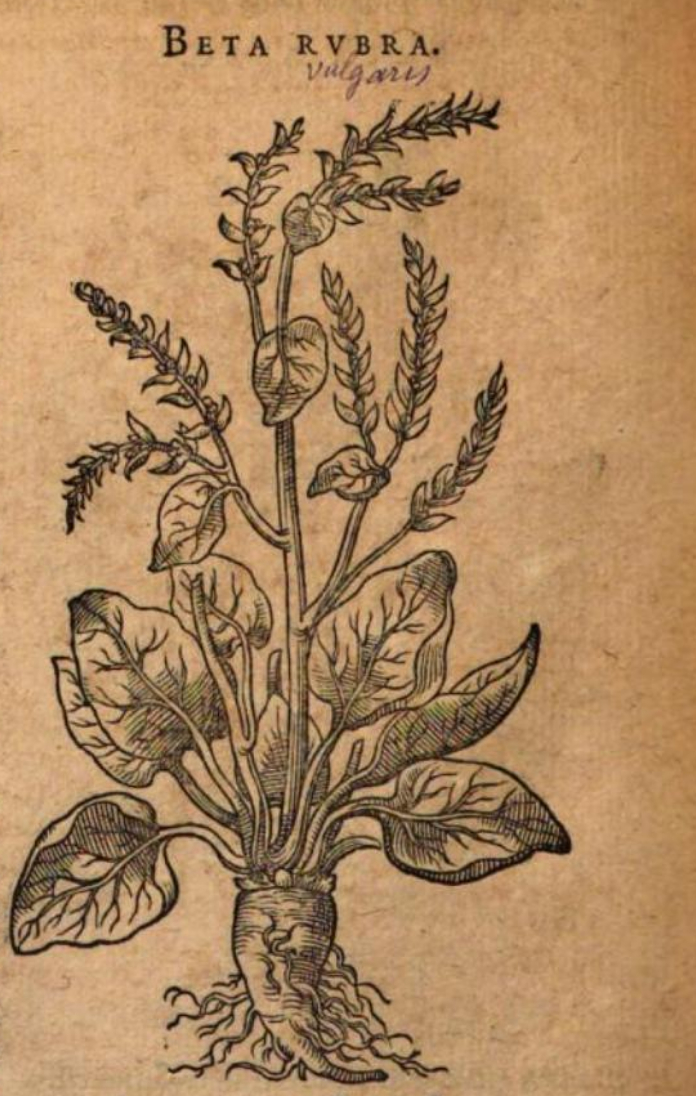
Червоний буряк у книзі 1586 року

Як овочева і лікарська рослина, буряк звичайний відомий за 1500—2000 років до н. е. в Асирії, Вавилоні, Ірані й Вірменії. В Київській Русі його почали вирощувати з X ст.
В Україні у XVI-XVIII століттях взимку для борщу використовували квашений буряк, а влітку — свіжий.
У 18 столітті з гібридних форм кормового буряка було відібрано цукровий буряк (у 1747 році німецький вчений-хімік Андреас Сигізмунд Маргграф у своїй лабораторії виділив з білого сілезького кормового буряка кристалики цукру, подібного до тростинного, про що і доповів на засіданні Прусської академії наук). З кінця 19 століття й у 20 столітті культура поширилася на всі континенти.

## Загальна характеристика

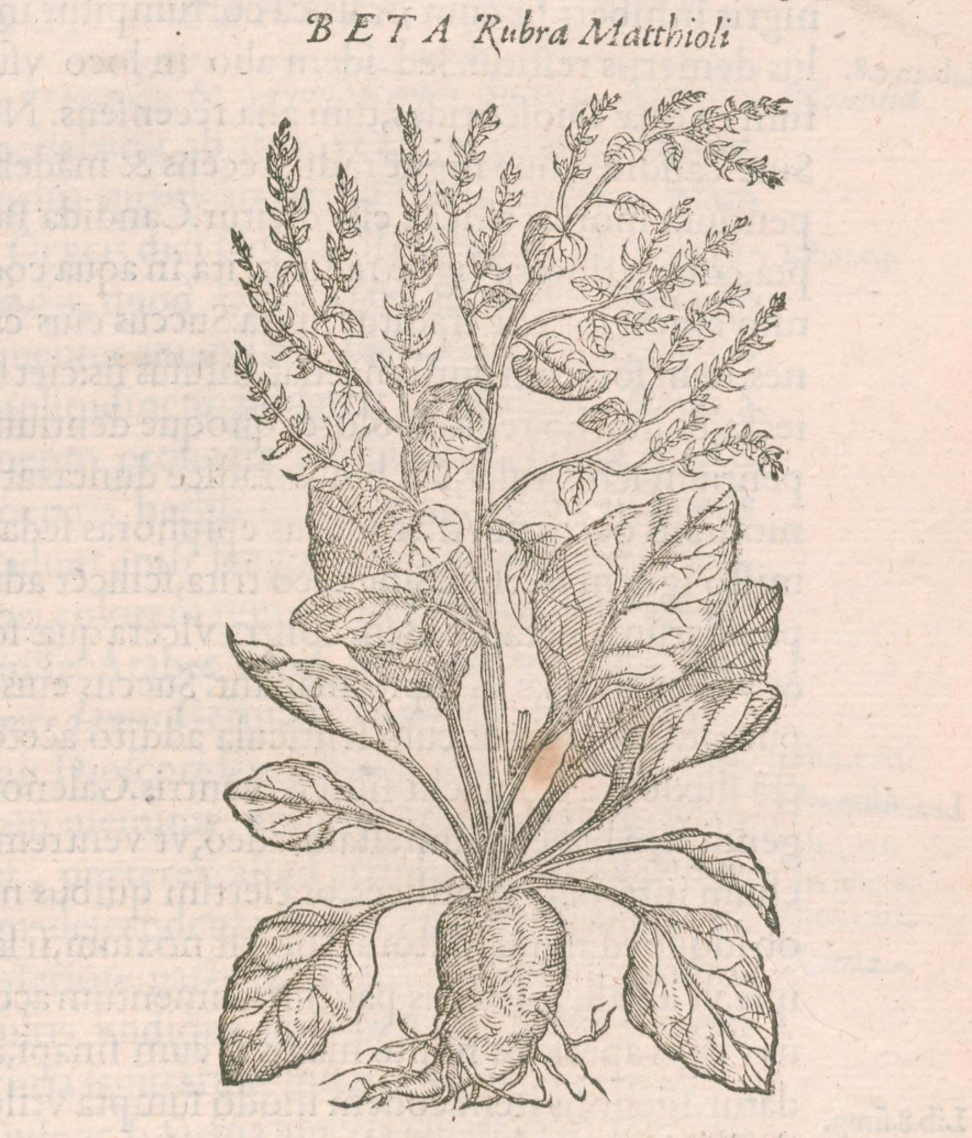
Червоний буряк у книзі 1587 року)

За формою коренеплід буває округлий, плаский і циліндричний. Містить білка до 2 %, цукрів 14,5 %, солі калію, кальцію, магнію, фосфору. На відміну від моркви в буряку немає каротину, але більше аскорбінової кислоти.
Рослина волого- і світловимоглива, досить холодо- і посухостійка. Як овочеву культуру вирощують на всіх континентах, в Україні — у всіх землеробських районах. Буряк більш вимогливий до тепла, ніж морква. Оптимальна температура для росту коренеплодів +16..+22°C. Пристосований до підвищеної засоленості ґрунтів, але вони мають бути нейтральними й добре заправлені добривами.
Вегетаційний період залежить від сорту та становить 60-120 днів. Кожна насінина більшості сортів дає початок декільком проросткам, тому культура вимагає своєчасного проріджування. Поширені також сорти одноросткового столового буряка (однопаростковий).
Коренева система стрижнева, проникає у ґрунт на глибину 1,5—2 м. Вона складається з головного кореня — коренеплоду і великої кількості бічних корінців, які виходять з двох протилежних боків кожного коренеплоду. Коренеплід умовно поділяють на три частини: головку, шийку і власне корінь, або кореневе тіло. Ці частини мають неоднакове походження і господарську цінність.
Головка (верхня частина) коренеплоду є вкороченим стеблом й утворюється з надсім'ядольного коліна (епікотилю). На ній розміщуються бруньки та листки. Бічні корені не утворюються. Вона повністю розміщується над поверхнею ґрунту. На головку припадає 10—15 % довжини коренеплоду. Це найбільш здерев'яніла частина коренеплоду, в якій міститься менша кількість цукру, ніж в інших частинах. У центрі головки міститься конус наростання, де утворюються молоді листки.
Шийка розміщена між головкою і власне коренеплодом. На ній не ростуть ні листки, ні бічні корінці. Шийка — це коротка частина коренеплоду (1—3 см). Шийка утворюється завдяки розростанню підсім'ядольного коліна (гіпокотилю) зародка. Більша частина її розміщується над поверхнею ґрунту. За вмістом поживних речовин шийка — повноцінна частина як для технічних, так і кормових цілей.
Кореневе тіло (власне корінь) утворюється внаслідок розростання зародкового корінця. Це нижня, конічної форми частина коренеплоду, яка становить 65—70 % довжини всього коренеплоду. Ця частина коренеплоду розвивається повністю в ґрунті та для неї характерна наявність бічних корінців.
Бічні корінці у буряків розміщуються на двох протилежних боках кореня. Коротші ряди бічних корінців у кормових буряків з коротким кореневим тілом. Ряди бічних корінців знаходяться в одній площині з сім'ядольними листочками. У фазі двох пар справжніх листків вони досягають 8—10 см. У дорослих рослин ці корені розростаються в боки на відстань 100—120 см. Форма коренеплодів різноманітна: конічна, циліндрична, овальна та куляста.
Забарвлення коренеплоду столового буряка буває різним зовні - жовтуватим, рожевим, фіолетовим. М'якуш білий з рожевими кільцями, жовтий, червоний. Коренеплоди різних сортів відрізняються також і на смак та щільністю м'якуша. 
Анатомічна будова коренеплоду протягом вегетаційного періоду змінюється. Спочатку він має первинну, потім вторинну, а ще пізніше — третинну, характерну для двосім'ядольних рослин. Первинну будову коренеплід має з часу проростання до появи першої пари справжніх листків, тобто у фазі вилочки або сім'ядольних листків. На поперечному розрізі молодого кореня за допомогою мікроскопа можна бачити первинну кору з екзодермою (зовнішній шар первинної кори) і ендодермою (внутрішній шар), центральний циліндр, до складу якого входять первинна деревина, паренхіма і луб. Центральна частина оточена одношаровим перициклом — шаром клітин, в якому закладаються бічні корінці, які, розростаючись, розривають кору і виходять назовні. При розгляді поперечного розрізу молодого кореня можна помітити, що по діаметру центрального циліндра розміщуються судини (більші — у центрі, менші — ближче до перициклу), які утворюють два радіальних серцевинних промені.
З появою перших справжніх листків у корені відбуваються вторинні зміни. Спочатку в паренхімних клітинах центрального циліндра під первинним лубом формуються камбіальні клітини у вигляді двох дуг, які потім перетворюються в камбіальне кільце. Клітини його в напрямі до центра утворюють вторинну деревину, а до периферії кореня — вторинний луб. У деревині й лубі радіально розміщуються вторинні промені. Вторинний луб утворює вторинну кору з тонким шаром пробкової тканини. Остання розростається, розриває первинну кору, що призводить до змін, відомих під назвою «линяння».
Для третинної будови коренеплоду цукрових буряків характерне утворення в паренхімі вторинної кори клітин другого камбіального кільця. Після закінчення діяльності камбіальних кілець утворюється третє кільце, потім четверте, п'яте і т. д. У коренеплоду з третинною будовою є 6—12 концентрованих шарів, паренхіма яких містить значну кількість цукру.
При розгляданні поздовжнього розрізу коренеплоду в центрі первинної деревини видно судини, які у верхній частині розходяться до сім'ядоль з двох боків. Зовні центральної судини розміщуються судини інших концентричних кілець, які своєю чергою розгалужуються у верхній частині. У верхній частині шийки коренеплоду спостерігається перегрупування судин від кореня до листків та анастомози (зчленування) між пучками судин. У кормових буряків менше пучків і більша відстань між ними. У цукрових буряків утворюється 6— 12, у кормових — 5—6 камбіальних кілець.
Листки буряків. Під час проростання насіння спочатку починають рости корінець і підсім'ядольне коліно. Корінець при цьому підіймає кришечку плоду, виходить назовні й заглиблюється в ґрунт, утворюючи стрижневу кореневу систему. Сім'ядолі деякий час залишаються в гнізді плоду, засвоюють поживні речовини з перисперму насінини. Згодом внаслідок розростання підсім'ядольного коліна вони вивільнюються з гнізда плоду і виносяться на поверхню ґрунту. Тут вони розправляються, зеленіють і починають асимілювати вуглекислоту. Сім'ядолі перетворюються в сім'ядольні листки видовженої форми. Через 8—10 днів після з'явлення сходів з бруньки, яка міститься між сім'ядолями, виростає перша пара справжніх листків, через 2—3 дні — друга, потім третя, четверта і т. д. Всього за вегетаційний період виростає близько 50—60 (іноді до 90) листків, спіральне розміщених на головці коренеплоду. Листки, що утворилися раніше, відтісняються до периферії розетки. Перші дві пари справжніх листків асимілюють протягом 20—25 днів, після чого відмирають. Пізніше утворені листки живуть довше.
Листок буряків складається з черешка і пластинки. Листкова пластинка суцільна, у перших пар листків овальна, гладенька. У старіших листків ніжка видовжена, пластинка серцеподібна, близька до трикутної, з гладенькою, брижуватою або гофрованою поверхнею і хвилястими краями. Поверхня листків однієї рослини досягає 3—4 тис. см². Колір їх від ясно- до темно-зеленого, форма розетки залежно від сорту може бути розлогою або піднятою. Біля основи листкових черешків на головці коренеплоду розміщуються репродуктивні бруньки, з яких на другий рік життя виростають квітконосні пагони.
Будова буряків другого року життя
Коренеплоди буряків, висаджені навесні у ґрунт, утворюють розетку прикореневих листків, а через 20—30 днів починають рости стебла. Внутрішня будова коренеплоду-насінника не змінюється. Він лише потовщується за рахунок утворення нових камбіальних кілець. Бічні корені виростають у тих же місцях, що і в буряків першого року життя. Вони проникають у ґрунт на глибину 1,5—2,5 м і розростаються в боки на 50—60 см.
Стеблові пагони заввишки 80—150 см, у нижній частині циліндричні, у середній і верхній — ребристі, виповнені паренхімою. На кожному коренеплоді утворюється 1—12 пагонів, з яких формується насіннєва рослина. Від розвитку стебел залежать типи насіннєвих рослин: одностебла рослина має один головний пагін, який сильно гілкується, утворює пагони другого і третього порядків; нерівномірний кущ має 1 або 2—3 добре розвинених пагони, які помітно відрізняються від інших; у рослин з рівномірним гілкуванням утворюється два і більше стебел, майже однакових за розмірами.
На стеблових пагонах утворюються листки — нижні великі черешкові з великими пластинками, вище — дрібніші, які в зоні утворення квіток переходять у приквітки. У піхвах листків поодиноко або групами по 2—6 розміщуються квітки. Стебловий пагін та бічні його розгалуження закінчуються суцвіттям — нещільним несправжнім поникаючим колосом.
Квітки буряків двостатеві, п'ятірного типу. Оцвітина проста, у вигляді п'ятикутної чашечки зеленого кольору. В центрі квітки формується зав'язь, навколо неї — залозисте кільце, 5 тичинок, розміщених у заглибинах чашолистиків. Зав'язь напівнижня, одногнізда, стовпчик відсутній, приймочка трилопатева. Насінний зачаток напівобернений. Буряки — перехреснозапильна рослина.
Плід — коробочка (несправжній горішок). У багатонасінних буряків плоди зростаються, утворюючи супліддя клубочки. Під час достигання плодів чашолистики не відпадають, а зростаються з оболонкою плоду. Тому клубочок має округло-кутасту форму з горбкуватою поверхнею. Маса 1000 клубочків — 20— 40 г, колір — жовто-бурий. Розмір клубочка (2—6 мм) залежить від кількості плодиків, з яких він утворюється. Насінина плоду оточена оплоднем, знаходиться в коробочці, прикрита кришечкою. Насінина невеликого розміру, з блискучою оболонкою. Зародок зігнутий майже кільцем навколо перисперму (поживної речовини насінини) і складається з двох сім'ядолей, між якими розміщується брунечка, підсім'ядольне коліно та зародковий корінець. Під час проростання багатонасінні буряки утворюють кілька ростків, а однонасінні — лише один.
Під час проростання сім'ядолі виносяться на поверхню ґрунту, з брунечки (епікотилю) утворюється головка коренеплоду, з підсім'ядольного коліна (гіпокотилю) — шийка, а із зародкового корінця — кореневе тіло, або власне коренеплід

## Практичне використання
У їжу вживають коренеплоди та листки молодих рослин, з яких готують салати, буряківники, борщі, начиняють листками пироги, ікру, маринують, чавлять сік тощо. При ранньому споживанні (пучкового буряка) використовують молоді листки та черешки у свіжому, вареному і тушкованому вигляді.
З буряку готують буряковий квас, який застосовують для приготування борщу.
Квашений буряк є ефективним засобом у лікуванні цинги.

## Сорти буряків
Визначення груп сортів буряків за забарвленням проростків
Сортову групу буряків (цукрові, кормові, столові) визначають за кольором проростків. Насіння пророщують таким чином. Дві проби по 100 клубочків у кожній висівають у кристалізатори, заповнені зволоженим ґрунтом або кварцовим піском. Глибина загортання насіння — 0,5 см, відстань між ним — 2 см. Пророщують його у темряві при температурі 20—30°C протягом п'яти діб. На шосту добу кристалізатори виносять на денне розсіяне світло на 3—4 год. На сьому добу визначають забарвлення проростків. Для цього їх виймають з ґрунту, старанно очищають, розкладають на чорній пластинці групами залежно від забарвлення. На підставі підрахунку встановлюють відсоток сортової чистоти.
Сортові групи буряків мають такі ознаки: Цукрові буряки, як правило, мають 80 % рожевих проростків, з інтенсивнішим забарвленням під сім'ядолями. Решта проростків зеленувато-білі. Підземна частина їх не забарвлена.
Кормові білі мають тільки білі або зеленувато-білі проростки.
Напівцукрові рожеві утворюють проростки з рівномірним інтенсивним забарвленням, яке не поширюється на підземну частину.
Кормові жовті або оранжеві сорти мають проростки тільки з жовтими стеблами, біля основи яких забарвлення стає інтенсивнішим. Підземна частина забарвлена слабо.
У кормових червоних сортів проростки карміново-червоні, забарвлення стебел біля основи інтенсивніше. Підземна частина ясно-червона.
Столові сорти утворюють проростки, в яких підземна і надземна частини стебел і корінець забарвлені в інтенсивно-червоний або малиновий колір.
В Україні поширені  сорти буряка столового  Багряний, Бордо харківський, Гопак, Воєвода, Червона куля, Ронада, Детройт, Дій, Делікатесний, Носівський плескатий та інші.

## Шкідники
Шкідниками буряку столового є: довгоносик чорний буряковий, блішка бурякова звичайна, блішка бурякова південна, західна бурякова муха, північна бурякова муха, попелиця, нематода.

## Цікаво знати
- З коренів буряка або з відходів цукрового виробництва виготовляють фармацевтичний препарат «Ацидин-пепсин» (Acidin-pepsinum), який покращує перетравлювання їжі[1].

## Галерея

Буряк столовий (Beta vulgaris L. subsp. vulgaris var. conditiva Alef.)
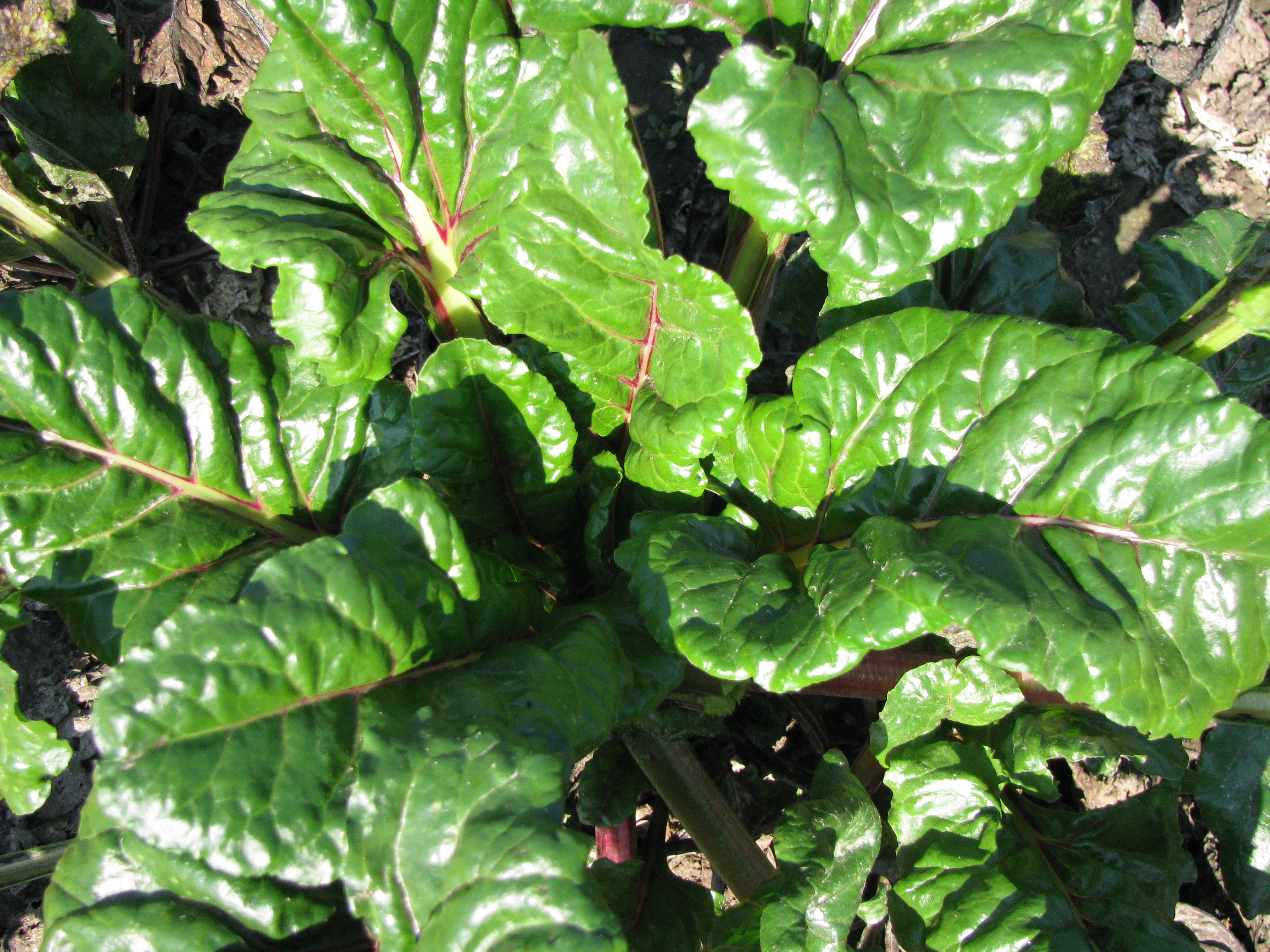
Сортотип із зеленими черешками і зеленими листками
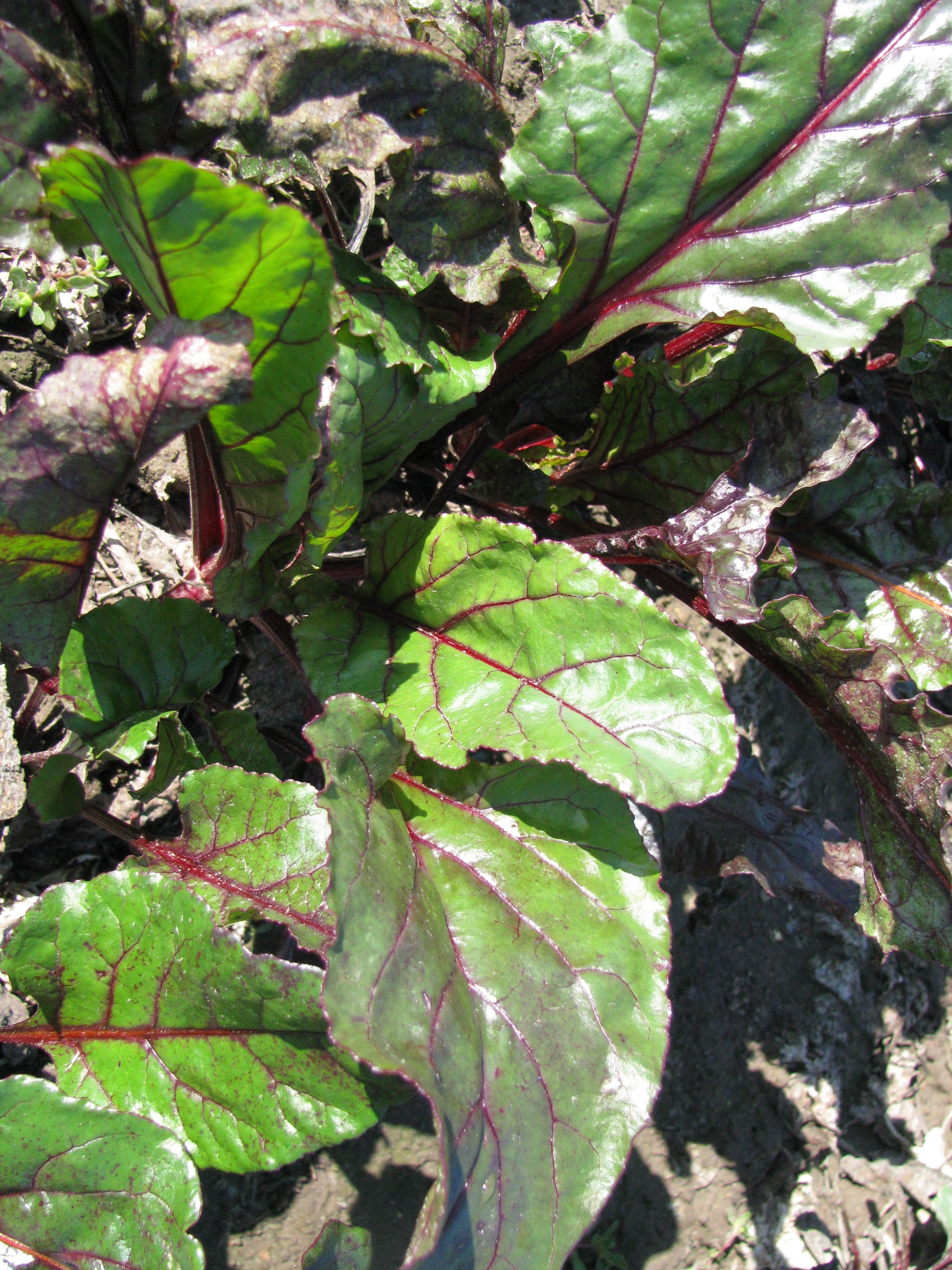
Сортотип із забарвленими черешками і зеленими листками
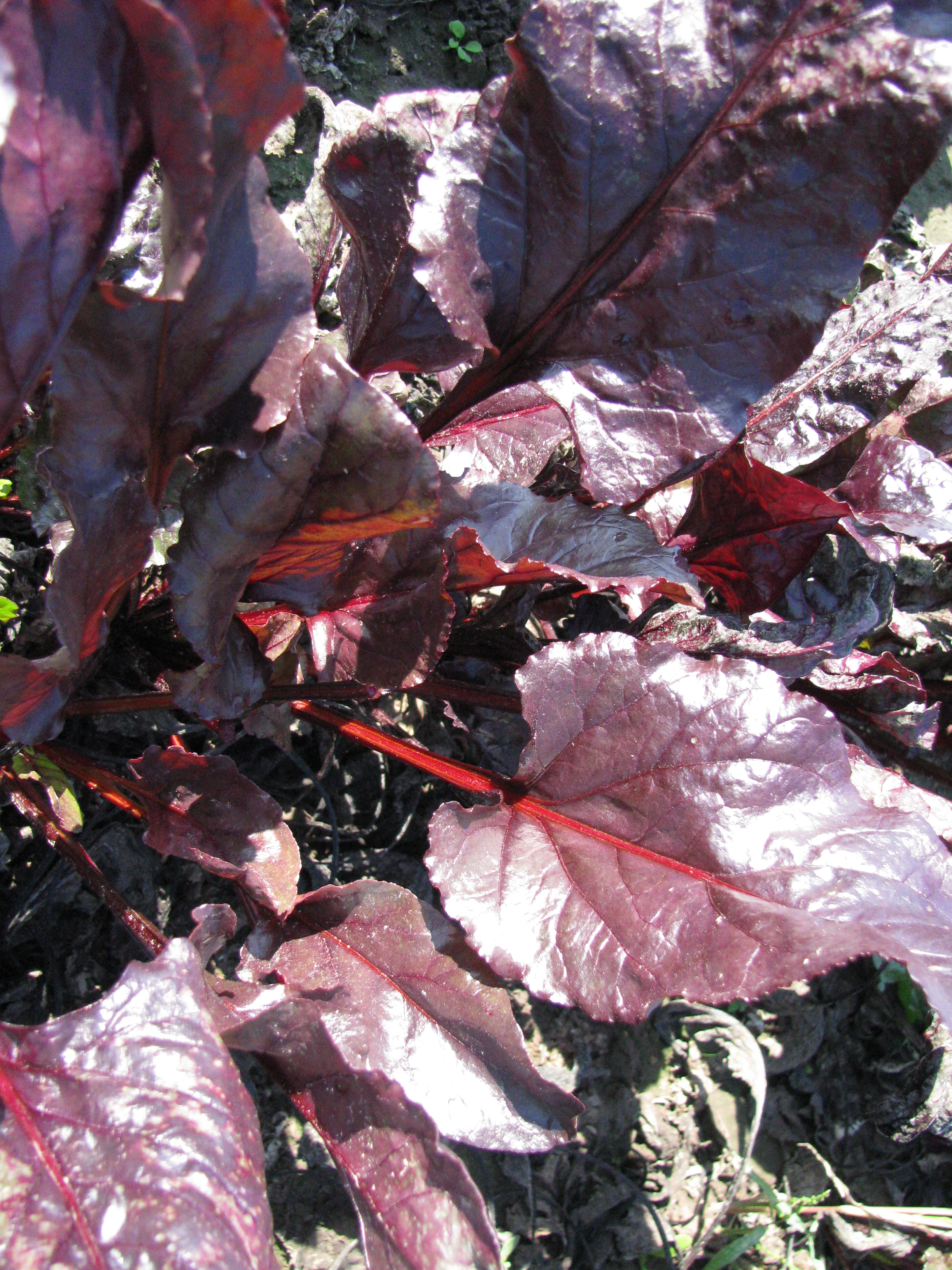
Сортотип із забарвленими черешками і забарвленими листками
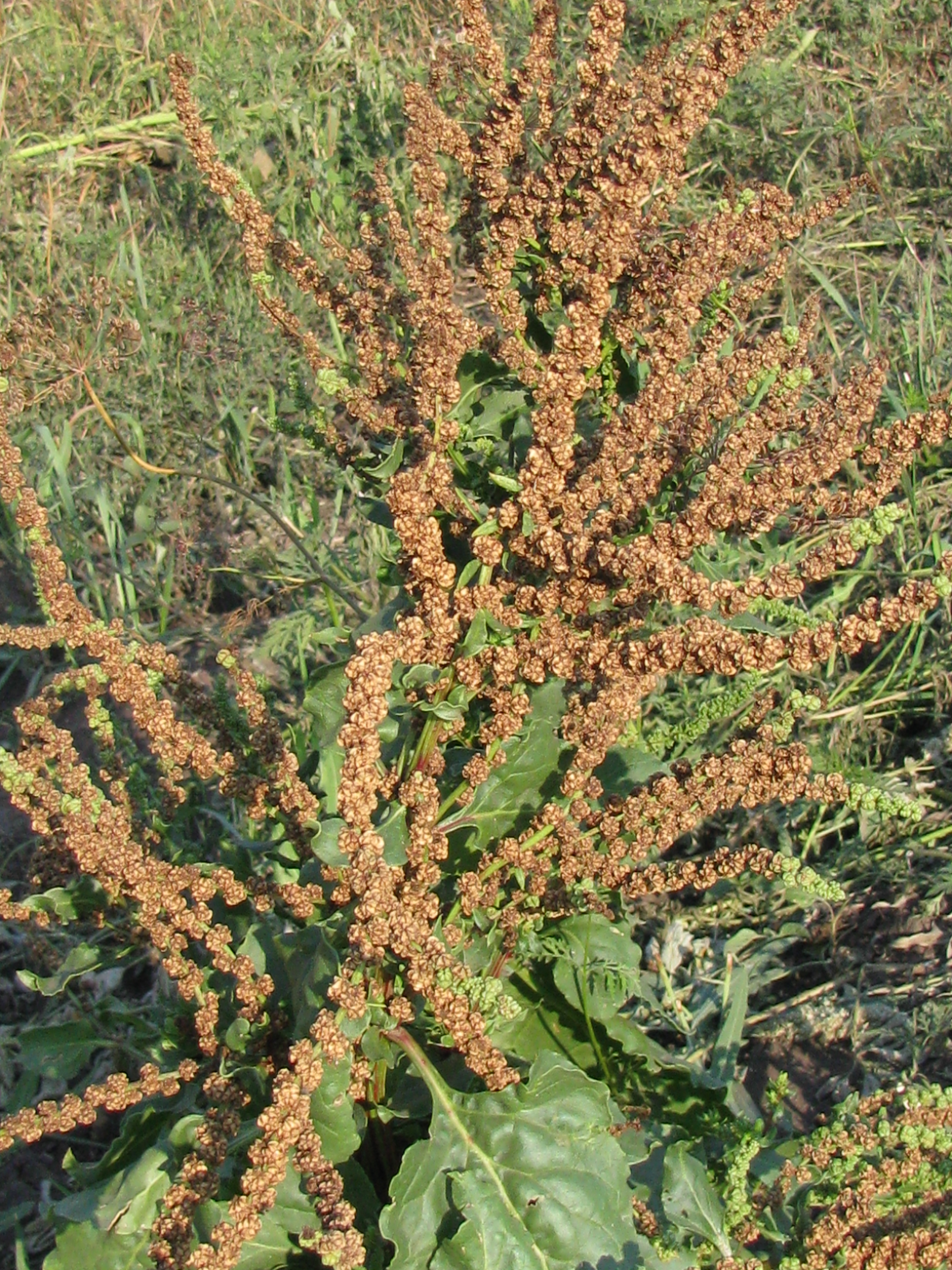
Насіннєва рослина
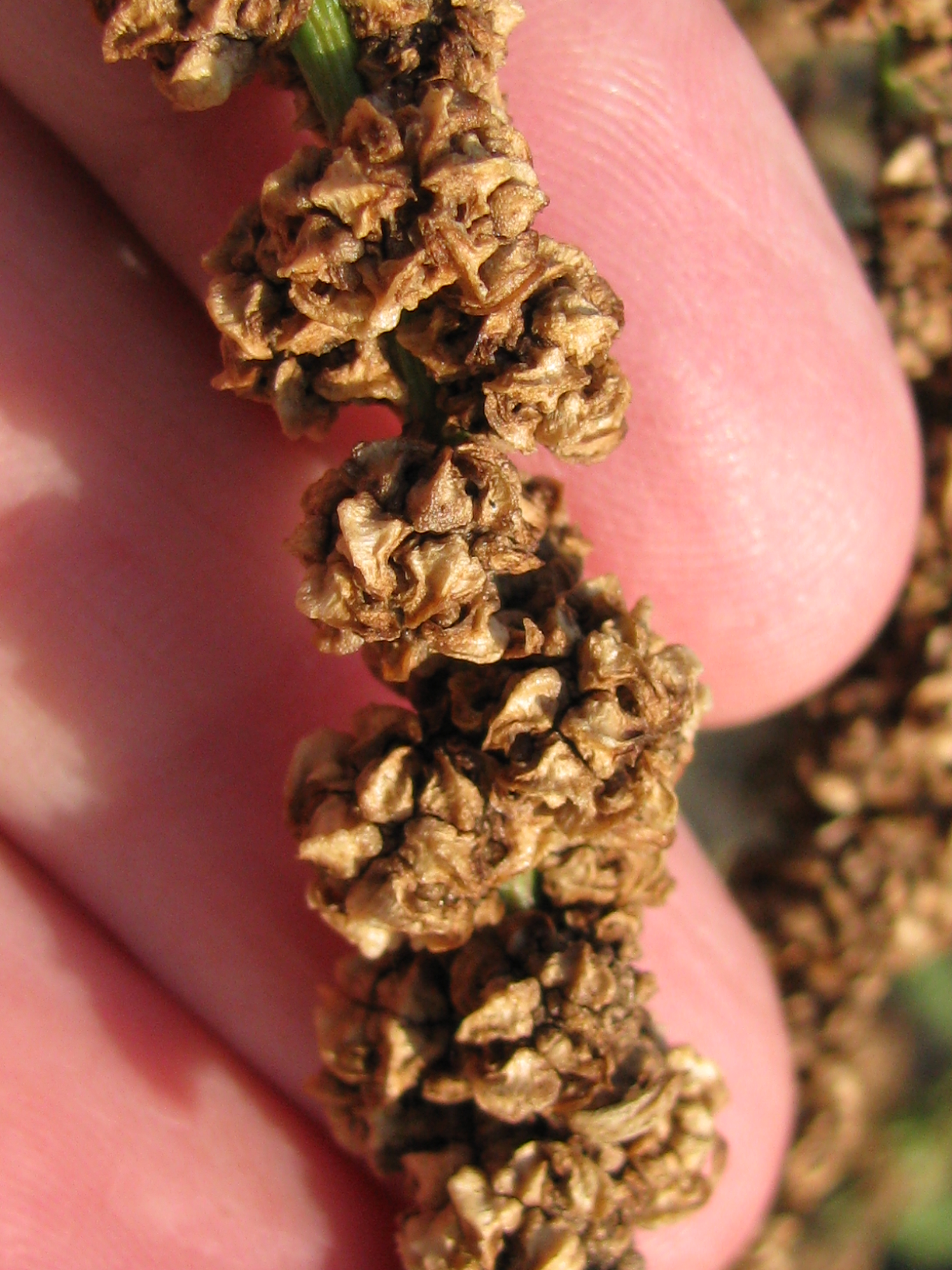
Супліддя
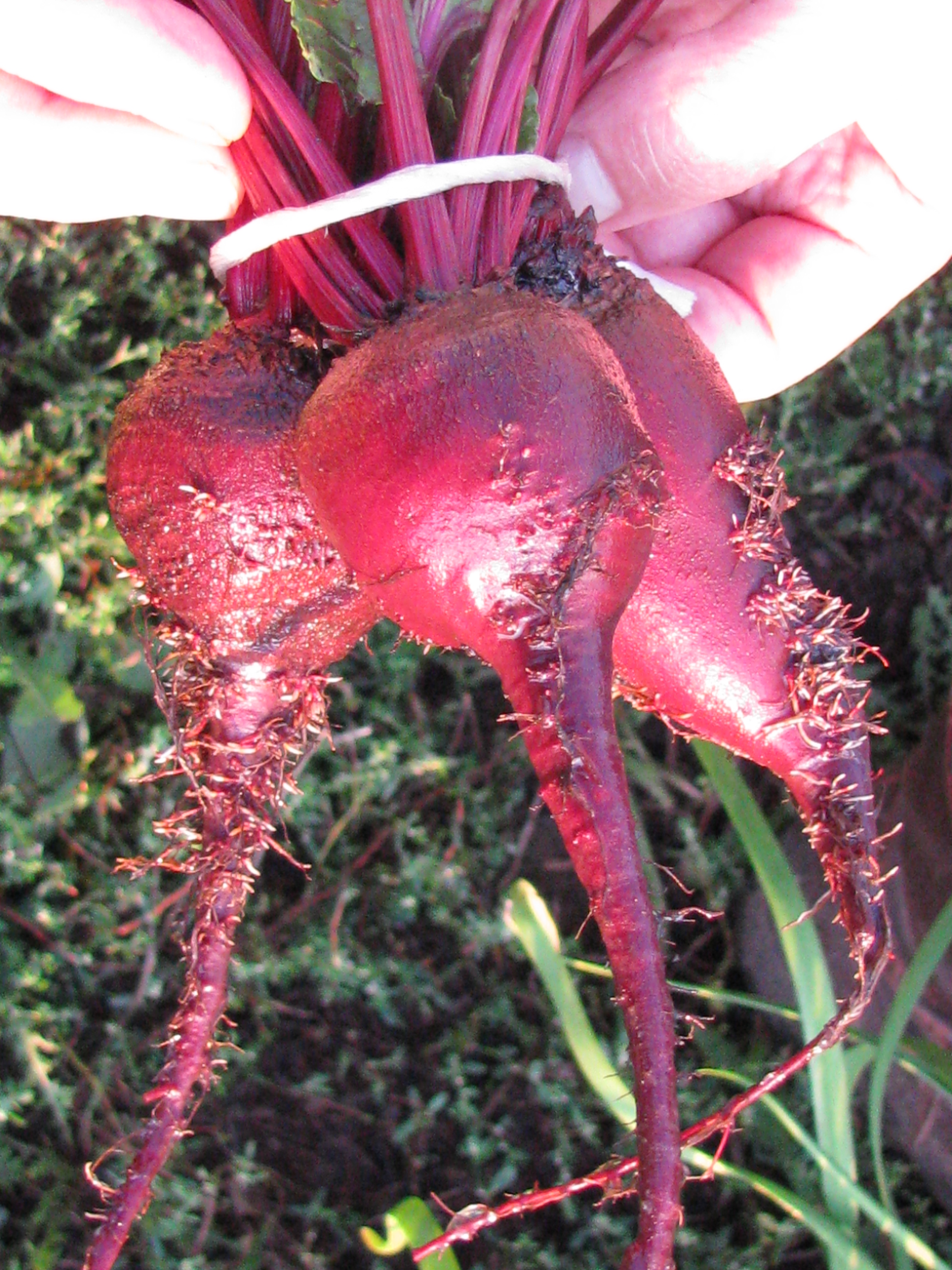
Урожай у пучковій стиглості
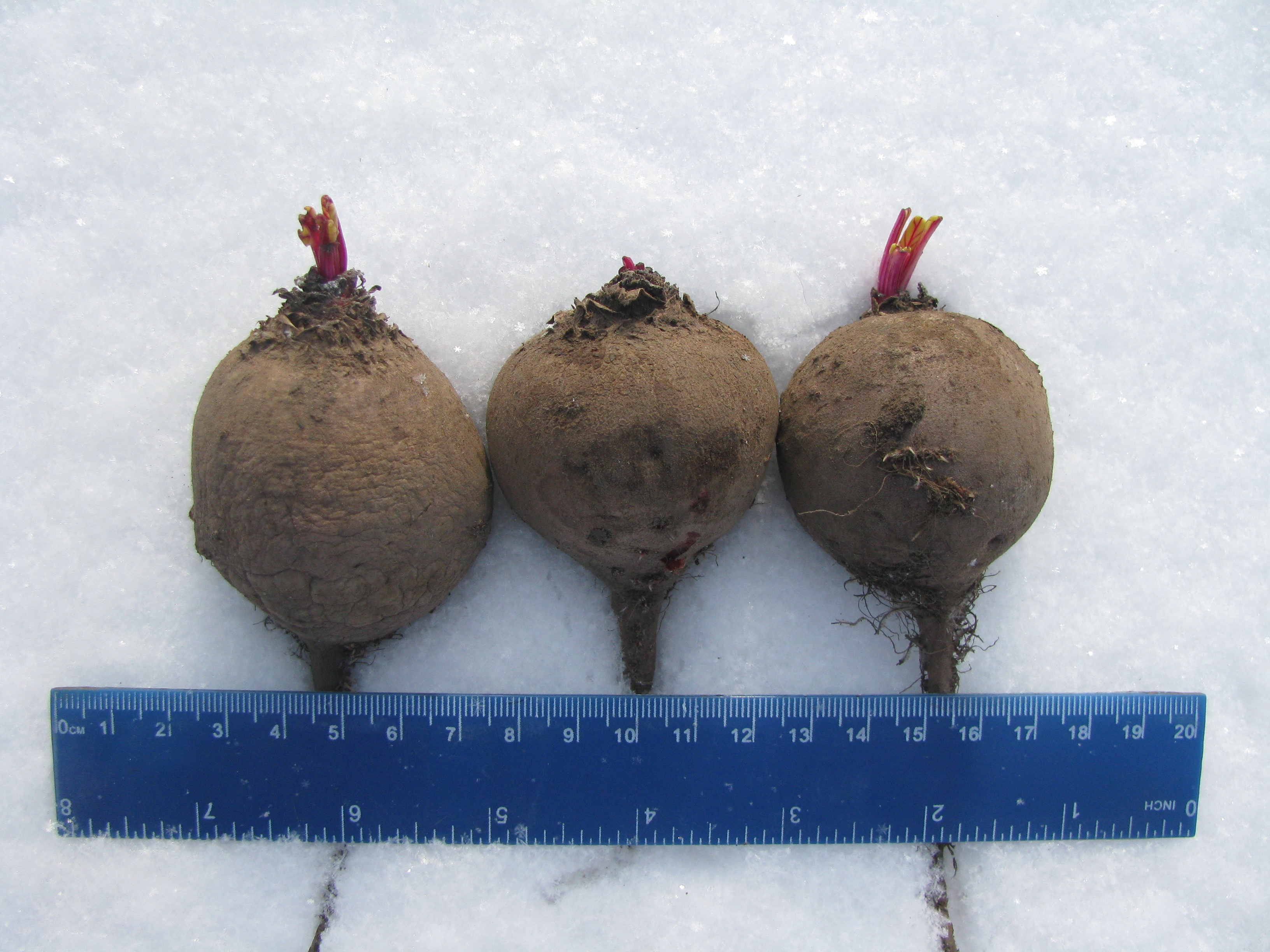
Оптимальний розмір коренеплодів
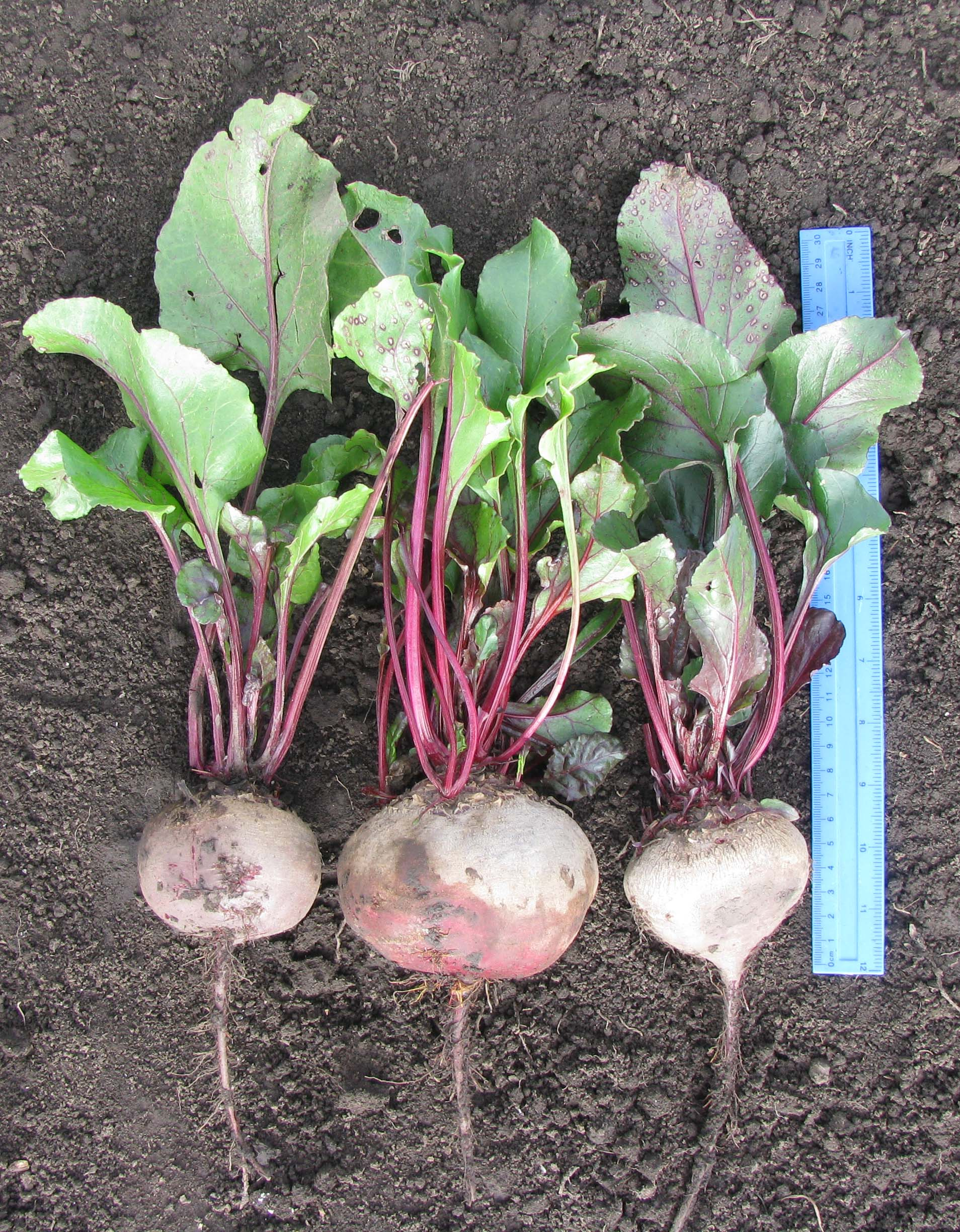
Сорт Воєвода
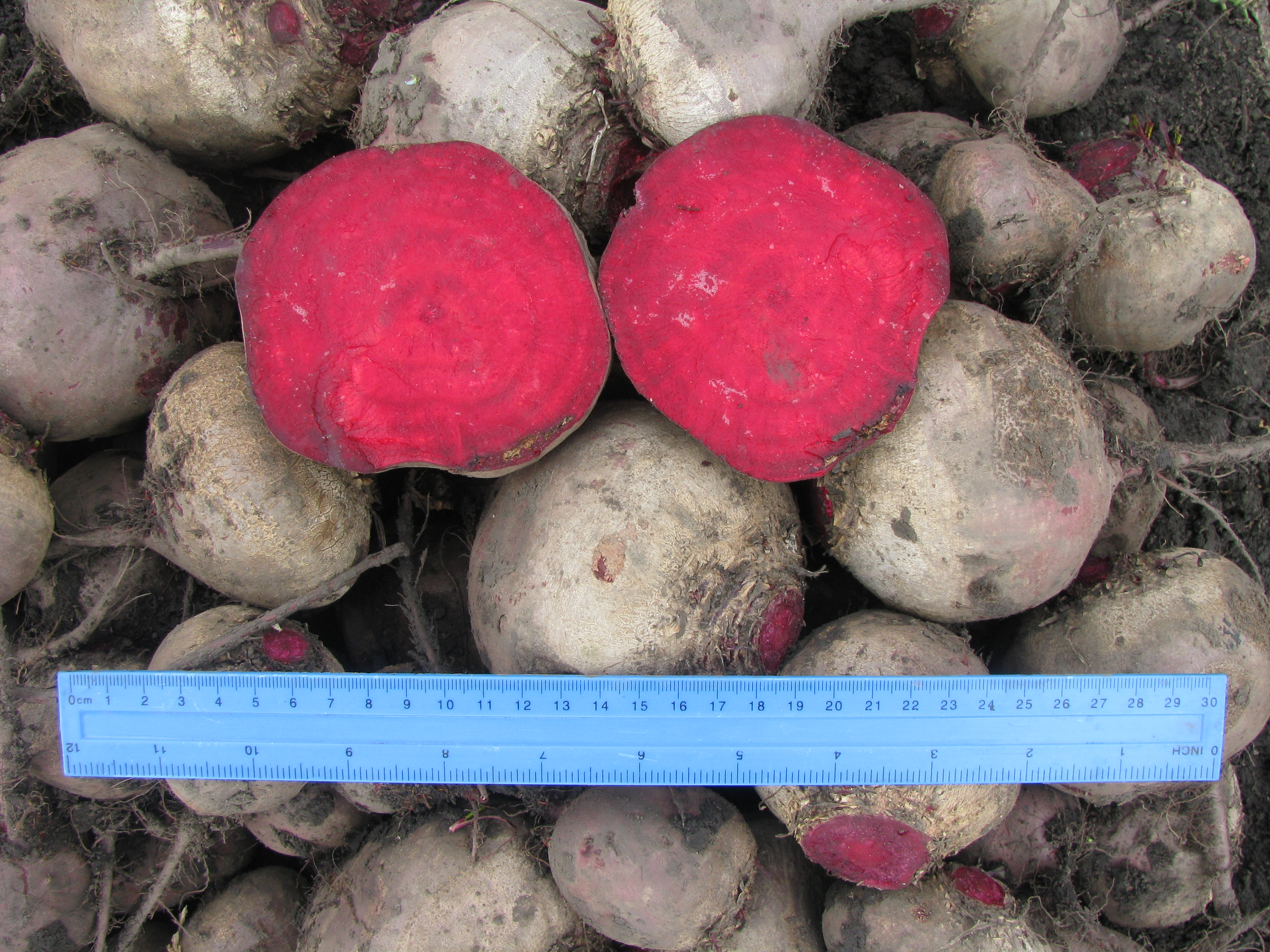
Коренеплоди сорту Воєвода
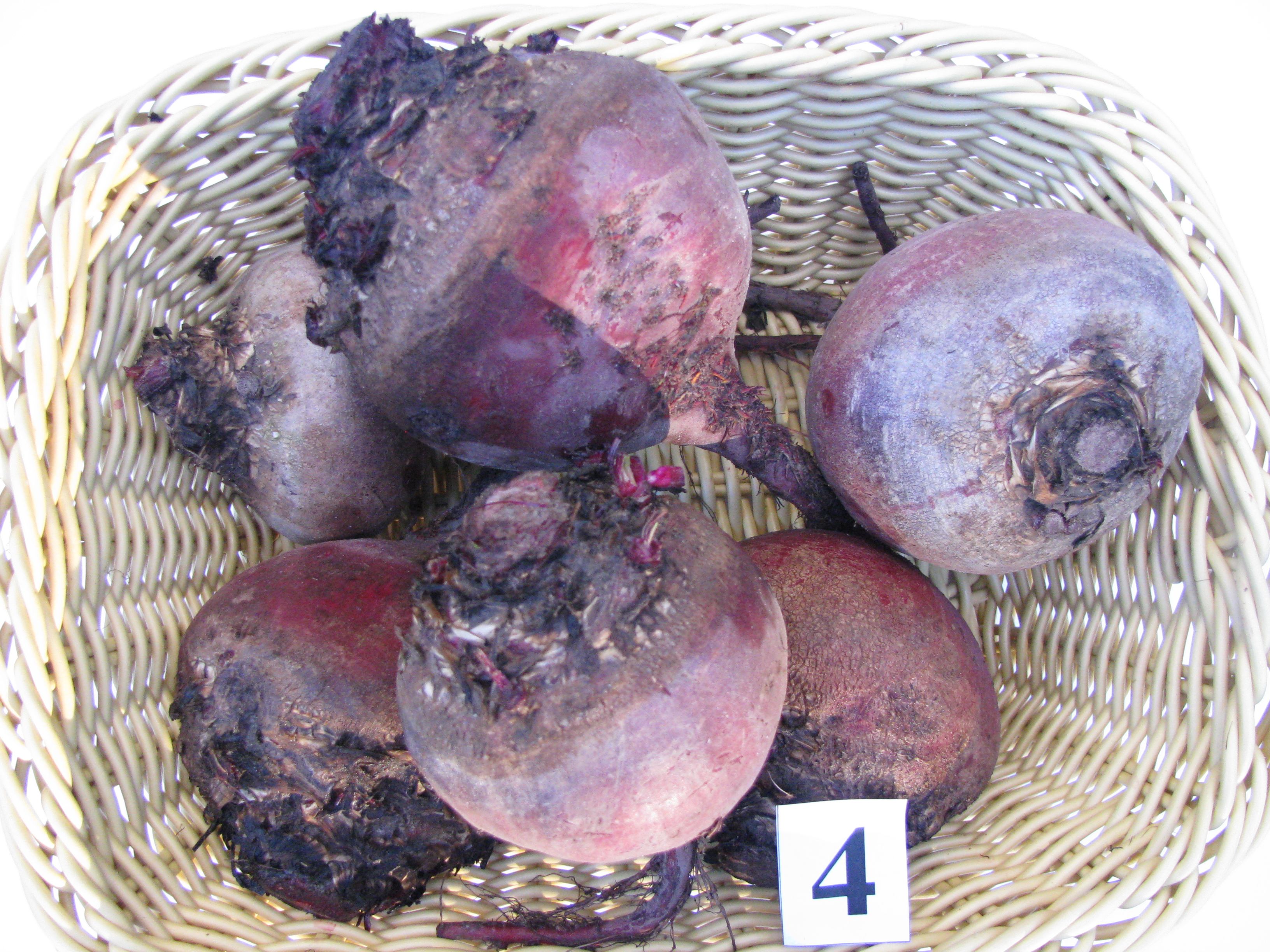
Сорт Бордо харківський
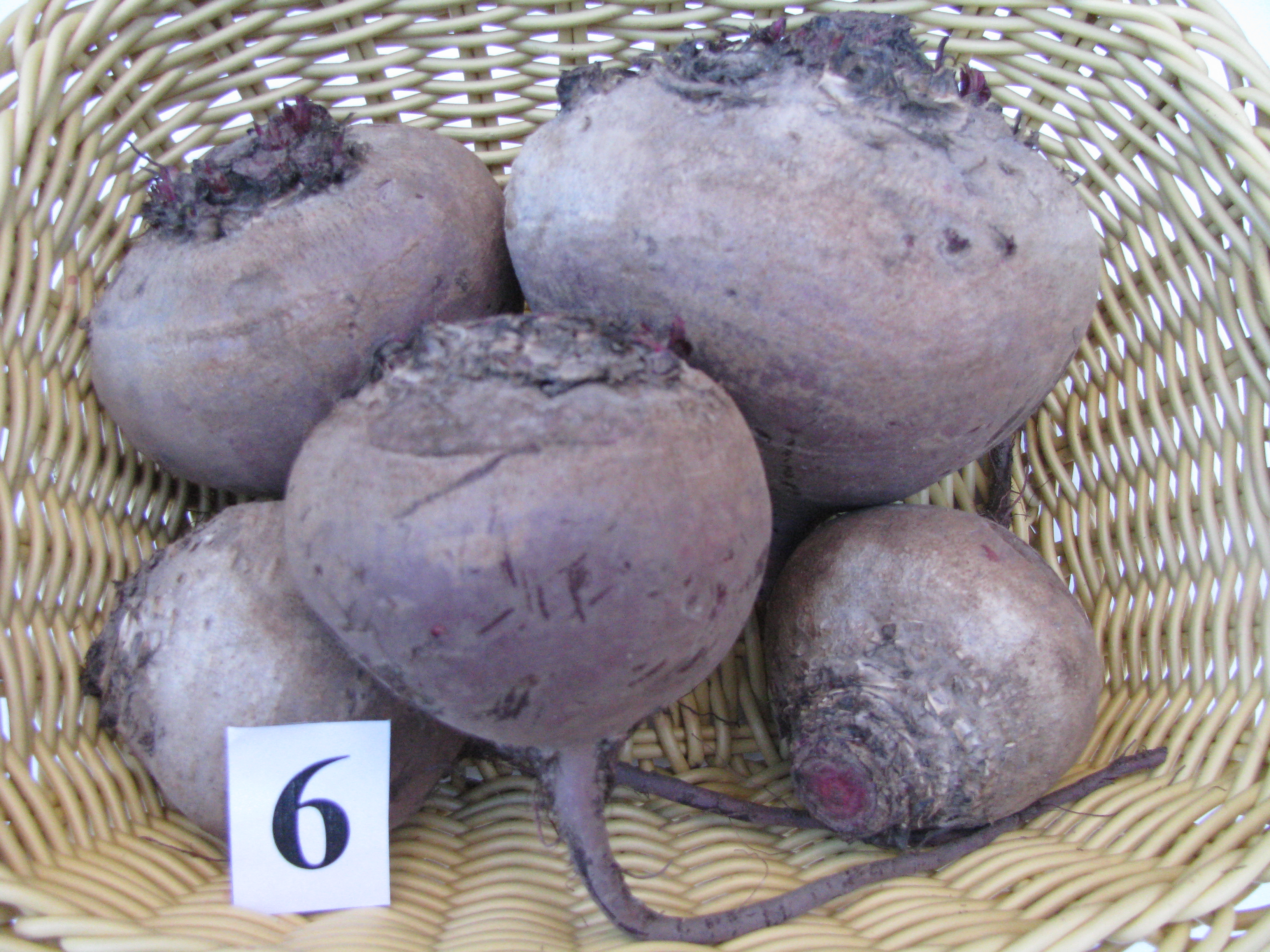
Сорт Червона куля
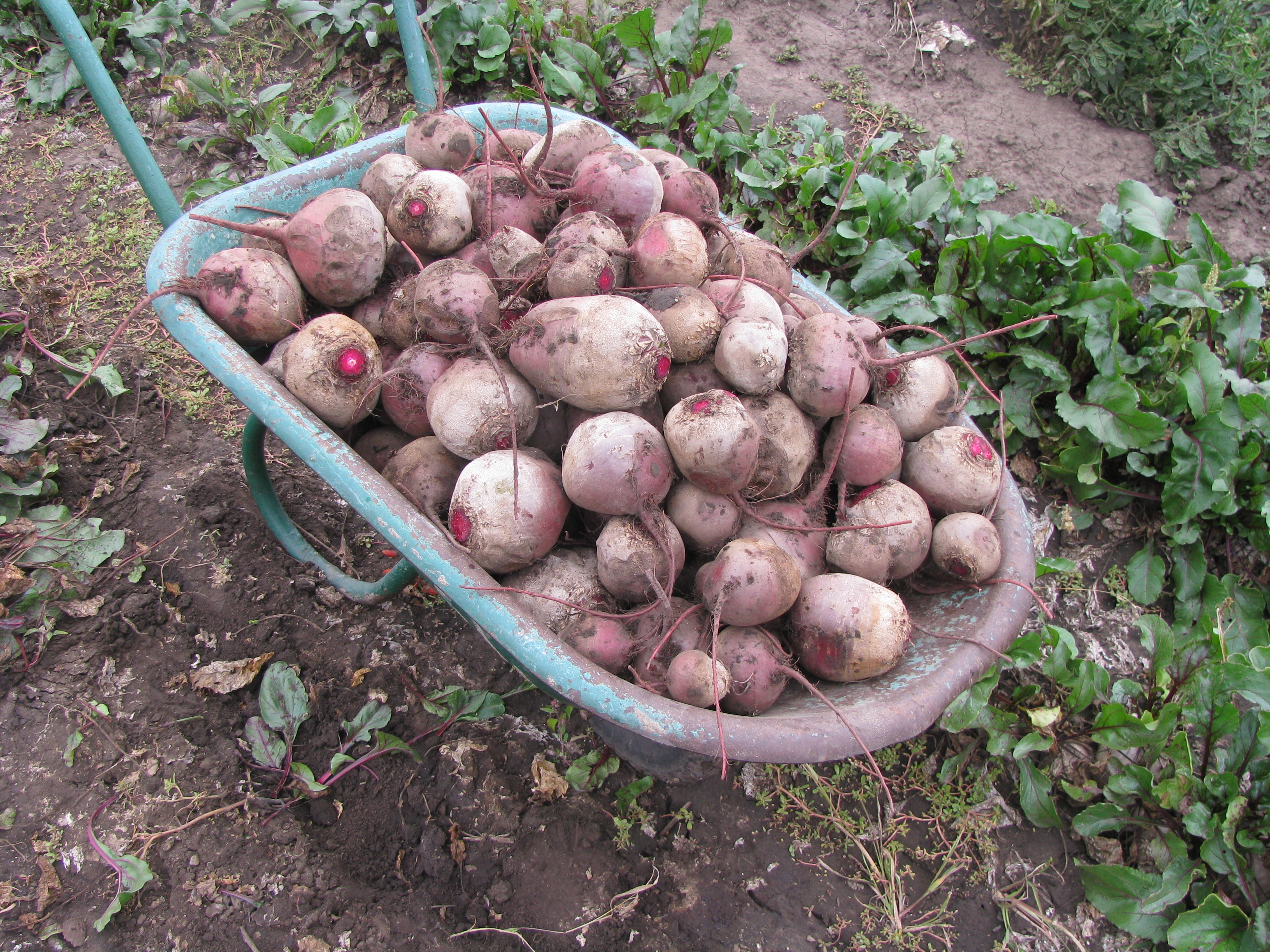
Багатий врожай